# 將子江
將子江是北韓的一條河流。發源於慈江道狼林山脈小白山附近，向西北流入鴨綠江。
1976年前，這條河被稱為禿魯江（독로강）。全長239公里，流域面積207平方公里。
將子江流經慈江道首府江界市中心一段的江畔夜景，命名為將子江不夜城（장자강의 불야성）被譽為朝鮮的先軍八景之一。

## 水利資源
1945年位於該河的秃鲁江水电站落成後，江界市發展成為朝鲜北部内陆地区的工业中心。